# HP iPAQ hx2490
HP iPAQ hx2490 — карманный компьютер компании Hewlett-Packard на базе операционной системы Windows Mobile 5.0. Управляется с помощью 6 кнопок, джойстика и стилуса. Стилус довольно твёрдый, поэтому рекомендуется докупать специальную защитную плёнку от царапин. Размер экрана 320 на 240 точек (QVGA). Установлен процессор компании Intel на 520 мегагерц. В базовую комплектацию включены кабель USB и диск с драйверами. Также в комплект входит кредл.

## Коммуникации
- Wi-Fi
- Bluetooth
- ИК-порт. В документации на устройство про него почти ничего не указано. ИК-порт расположен возле разъёма для наушников. При установке специальных программ КПК можно использовать как дистанционный пульт для бытовой техники. Дальность действия ~1-7 м...